# Cocaine - La vera storia di White Boy Rick
Cocaine - La vera storia di White Boy Rick (White Boy Rick) è un film del 2018 diretto da Yann Demange.
La pellicola narra la storia di Richard Wershe Jr., conosciuto come "White Boy Rick", che nel 1984, all'età di 14 anni, divenne il più giovane informatore dell'FBI. Scaricato dall'FBI tre anni più tardi, divenne un trafficante di cocaina e fu arrestato nel 1987; condannato all'ergastolo, nel 2017 fu messo in libertà vigilata dopo trent'anni di detenzione.

## Trama
Anni '80. Rickie è un quindicenne che vive nei quartieri poveri di Detroit, dove la crisi dell'automobile ha ridotto tutti sul lastrico. Le alternative per Rickie sono vendere armi di contrabbando con il padre o iniziare a trafficare crack. Diventato successivamente collaboratore dell'FBI, verrà tradito da tutti, colleghi e istituzioni, fino ad essere condannato.

## Produzione
Il 15 febbraio 2015, la casa di produzione Studio 8 ha acquistato lo spec script scritto da Logan e Noah Miller intitolato White Boy Rick. Il 18 novembre 2016, Yann Demange è stato annunciato come regista del progetto, con Matthew McConaughey nel cast e Darren Aronofsky come produttore del film attraverso la sua Protozoa Pictures. Per il ruolo del protagonista è stato scelto l'esordiente Richie Merritt, di quindici anni.
Il film ha avuto un budget di 29 milioni di dollari. Le riprese sono cominciate nel marzo 2017 e si sono svolte prevalentemente a Cleveland, in Ohio, dove è stata ricostruita la Detroit degli anni ottanta, con solamente alcune scene girate nella vera Detroit.

## Promozione
Il primo trailer del film è stato diffuso online il 4 giugno 2018, il 17 gennaio 2019 in italiano.

## Distribuzione
Il film è stato presentato in anteprima mondiale al Telluride Film Festival il 31 agosto 2018. È stato poi presentato al Toronto International Film Festival il 7 settembre 2018.
Originariamente fissata per il 12 gennaio 2018, la data di uscita del film è stata rimandata prima al 26 gennaio e poi al 17 agosto 2018. La pellicola è stata distribuita infine nelle sale cinematografiche statunitensi da Sony Pictures Releasing a partire dal 14 settembre 2018. In Italia, il film è stato distribuito a partire dal 7 marzo 2019 da Warner Bros.